# Фредерисия (коммуна)
Фредерисия (дат. Fredericia Kommune) — датская коммуна в составе области Южная Дания. Площадь — 134,46 км², что составляет 0,31 % от площади Дании без Гренландии и Фарерских островов. Численность населения на 1 января 2008 года — 49463 чел. (мужчины — 24690, женщины — 24773; иностранные граждане — 2085).

## Изображения

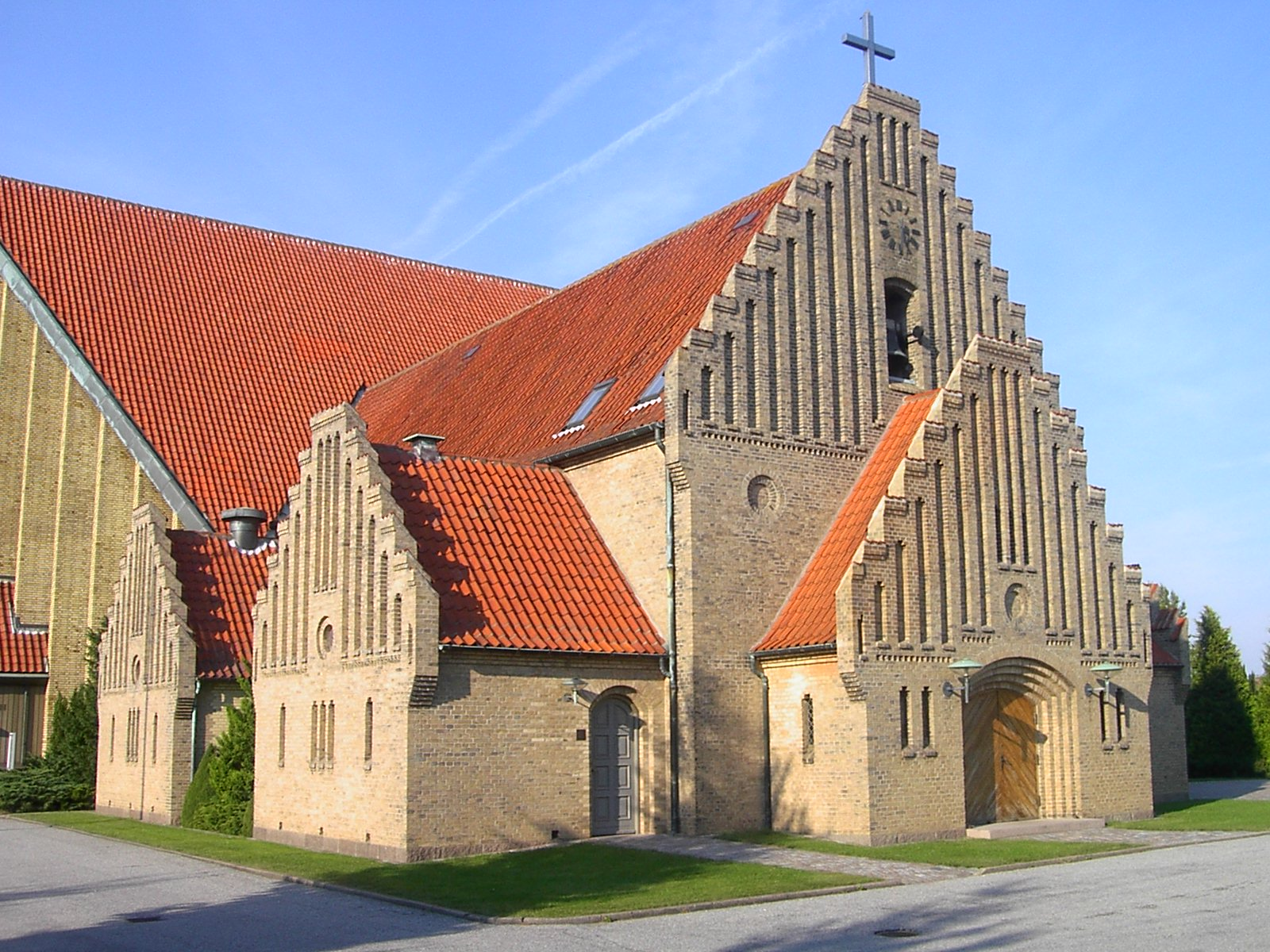
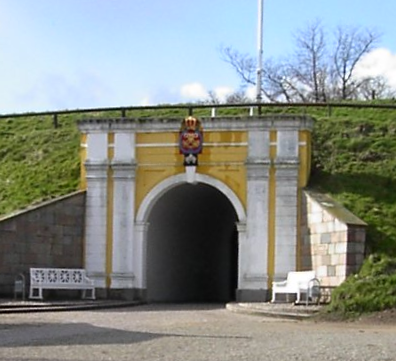

## Железнодорожные станции
- Фредерисия (Fredericia)
- Таулоу (Taulov)